# The Pathless
The Pathless ist ein Action-Adventure-Videospiel, entwickelt von Giant Squid und veröffentlicht von Annapurna Interactive. Das Spiel wurde am 12. November 2020 veröffentlicht.

## Spielprinzip
The Pathless ist ein Action-Adventure-Videospiel, das aus der Third-Person-Perspektive gespielt wird. Im Spiel steuert der Spieler den Jäger, der einen Weg finden muss, den Fluch auf einer Insel aufzuheben. Die Jägerin ist eine Meisterin im Bogenschießen. Mit Pfeil und Bogen schießt sie auf Talismane, die in der Welt verstreut sind. Dadurch füllt sich die Anzeige der Jägerin und sie kann sich schnell in der Welt des Spiels bewegen. Sie wird außerdem von einem Adler begleitet, der den Spieler beim Fliegen tragen kann. Der Adler verliert an Höhe, während er die Jägerin trägt, kann aber durch Flügelschläge an Höhe gewinnen.
Im Gegensatz zu anderen Open-World-Spielen verfügt das Spiel nicht über eine Minikarte. Die Spieler müssen „Geistsicht“ verwenden, um interessante Orte zu finden. Bei der Erkundung der Spielwelt und beim Lösen von Rätseln sammeln die Spieler Kristalle, mit denen sie die Fähigkeiten des Adlers verbessern können. Während der gesamten Reise der Jägerin wird sie von unbesiegbaren, verfluchten Geistern gejagt, die versuchen, sie von ihrem Adler zu trennen. Die Spieler müssen Licht zu den Obelisken zurückbringen, die in der Spielwelt verstreut sind, wodurch die Fluchgeister geschwächt werden und die Spieler sie besiegen können. Das Spiel besteht größtenteils aus Rätseln, bei denen es darum geht, „Lichtsteine“ zu sammeln, um die Obelisken zu aktivieren. Die Rätsel bestehen aus dem Entzünden von Feuern, dem Schießen mit Trickpfeilen mithilfe von Spiegeln und Zielscheiben, dem Erreichen schwieriger Orte über Plattformen und dem Deaktivieren von Statuen des Antagonisten des Spiels. Der Adler kann bei diesen Rätseln helfen, indem er Ziele, Spiegel und Gewichte bewegt, um die Umgebung zu verändern. Einige Rätsel liefern auch Kristalle, mit denen der Spieler die Fähigkeiten des Adlers verbessern kann. Die Spieler verlieren die Kristalle, die sie gesammelt haben, wenn sie von den verfluchten Geistern besiegt werden, obwohl es eine kurze Zeitspanne gibt, in der sie wiederhergestellt werden können, bevor sie verschwinden.

## Geschichte
Die Jägerin, eine Meisterin des Bogenschießens, reist auf die Insel, um den Fluch zu beenden. Dort findet die Jägerin eine Geistermaske, die es ihr erlaubt, die Geheimnisse der Welt zu sehen, und nimmt sie für sich selbst, bevor sie den Schöpfergeist Adlermutter trifft. Nachdem die Jägerin sie von dem Fluch befreit hat, der sie langsam tötet, greift der Godslayer, ein mächtiges Wesen, das für den Fluch verantwortlich ist und tötet scheinbar den Geist. Die Adlermutter spricht mit der Jägerin und bittet sie, ihre vier Kinder zu Retten.

## Rezeption
Laut dem Bewertungsportal Metacritic erhielt The Pathless bei seiner Veröffentlichung „allgemein positive Kritiken“.
Chris Carter von Destructoid lobte die Dashing-Mechanik von The Pathless, bei der der Spieler auf Ziele schießt, um seinen Schwung beizubehalten, und schrieb: „Es sieht nicht nur in der Praxis erstaunlich aus, sondern es macht auch Spaß, ständig zu rennen und zu springen“. Carter kritisierte einige Teile des Gameplays, da er die Welt und einige Rätsel für zu simpel hielt. Außerdem war er der Meinung, dass das Spiel an manchen Stellen repetitiv sein könnte: „The Pathless sieht zwar toll aus, aber in manchen Abschnitten hatte ich das Gefühl, dass ich mich nur wiederhole“.
Andrew Reiner von Game Informer fand es gut, dass das Spiel auf eine Karte oder definierte Ziele verzichtete und sagte, dass das Spiel den Spieler visuell gut durch interessante Punkte führte. Der Rezensent bemängelte den Mangel an Abwechslung in den einzelnen Abschnitten der Welt: „Mein größter Kritikpunkt an The Pathless ist die sich wiederholende Struktur der einzelnen Welten. Finde die Lightstones. Entzünde die Türme. Wiederholen. Wiederholen. Wiederholen.“
„Anders als Abzu ist The Pathless nicht nur hübsch und wohltuend, sondern macht dabei auch spielerisch noch großen Spaß“ findet Gamepro.
4Players bekrittelt, dass der Playstation 5 Controller nicht voll ausgenutzt wird.
„Meditativ und Rasant zu gleich“ findet der Spiegel.